# Свети Герман (Герман)
„Свети Герман“ (на гръцки: Ναός του Αγίου Γερμανού) е средновековна българска църква от XI в., разположена в преспанското село Герман в Баба планина много близо до Преспанското езеро, Егейска Македония, Гърция. Църквата вероятно е строена в края на X или началото на XI век и според гръцки надпис от 1743 година е посветена на цариградския патриарх от VIII век Герман I, чието име носи и селото. Според други мнения църквата и респективно селото са наречени на българския патриарх Герман, предстоятел на българската църква по времето на цар Самуил в края на X век. Никола Мавродинов предполага, че съставителят на късния гръцки надпис е объркал двамата патриарси. В 1888 година в църквата е намерен надгробният надпис на родителите и брата на българския цар Самуил.

## Архитектура и стенописи
Църквата е кръстовиден куполен триапсиден тип „вписан кръст“ от провинциалния тип, без предапсидно пространство с притвор. Тя е с камерни размери 9 х 14 m. Куполът е с височина 11 m и представлява цилиндричен барабан, стъпващ на четири стълба. Днес достъпът до храма става през два входа. Автентичният е бил на западната страна, водеща от притвора на храма към новата църква. Имало е и друг който е зазидан в 1743 г. и вместо него е пробит малък втори вход също от юг. Прозорците са тесни високи – два на челата на трансепта, един на централната апсида и четири в барабана на купола, ориентирани по посоките на света. Храмът през столетията многократно е ремонтиран и са правени дребни преустройства, затварянето на първоначалния вход и замяна позицията на епископски престол, изграждане на дяконикон, промените във външните стени на храма и промените в пода показват тази непрекъсната работа.
Градежът е смесен, от камъни и тухли, но на места не е правилен. Редуват се камък с тухлени пояси и групи изпъстрени с междинни тухли във вертикални фуги, отворите декоративно са обрамчени с тухлен градеж, имащ и конструктивна функция, като тези в куполния барабан са украсени с тухлен фриз тип „вълчи зъби“, а каменно-тухлената зидария на барабана е много прецизна и живописна. Къмъкът е едър грубо обработен. Стените завършват с пластичен също тухлен корниз. Тези елементи, открити напълно след реставрацията в 1998 г., заедно с плана на храма, както и формата на купола потвърждават атрибутирането на строежа на паметника към началото на XI век, в периода на управлението на цар Самуил.
Надпис на гръцки от 1743 година сочи, че храмът е изографисан на два пъти – през 1006 г., скоро след изграждането на храма, разкрити са някои фрески в наоса и олтара, и в 1743 година, когато храмът е цялостно изрисуван, но има и междинно изписване в началото на XIII век към времето на цар Иван Асен II, от когато е иконата на св. Герман над зазиданата днес южна врата. При зографисването са направени надписи на гръцки език, който е наложен за официален на Охридската българска архиепископия, в чийто диозец е епархията. В последните фрески е следвана образността от XIV и XVI век, но и стиловите похвати характерни в XVII век за областта. Какво и как е запазено от първия живописен пласт не напълно ясно, тъй като е надрисуван от възрожденските стенописи. На дясната предапсидна колона обърнат към богомолците, днес почти скрит от настоящия дървен иконостас, е изозографисан образът на св. Климент Охридски.
В 1882 година е построена голяма нова църква, прилепена за западната стена на средновековния храм. Дърворезбите в нея са дело на Гино Чуранов.
В края на XX век Асен Чилингиров прави изследвания на стария храм и установява, че християнството в Българската православна църква в епохата на цар Самуил започва да се отдалечава от византийската традиция и храмът не отговаря напълно на тогавашния канон.

## История
Средновековната църква е построена в края на X или в първите години на XI век, когато тук е столицата на България, и според редица мнения храмът и респективно селото носят името на българския патриарх Герман, предстоятел на българската православна църква по времето на цар Самуил в края на X век, починал в Преспа около 1000 година.. В надписа от 1743 между другото се споменава, че храмът е посветен на цариградския патриарх от VIII век Герман I, което обаче е малко вероятна възможност предвид исторически безусловно доказаните дълбоко враждебни отношения на тогавашна България в чиято столична територия е той е постоен и Византия с която Царството от десетилетия води непрекъсната жестока война на живот и смърт. Никола Мавродинов счита, че това е късна контаминация и съставителят на късния гръцки надпис волно или неволно е смесил двамата едноименни патриарси.. Според всичко установено и според изследователката на храма Мелина Паисиду напълно невярно е твърдението в споменатия гръцки надпис, че църквата е от VIII век и е зографисвана само два пъти в 1006 и 1743 г. защото има и трето живописване в началото на XIII век.
В северния дял на кръста, зад североизточния стълб, поддържащ купола в покрит с червено кадифе дървен саркофаг са мощите (ръката) на св. патриарх Герман.
Изследванията дават основание да се смята, че е възможно храма да е служил като епископална църква на Преспа, след напускането на базиликата на о. Свети Ахил.
Разкопките извършени през 1997 г. на пода на паметника разкриват, скромни погребения в притвора и наоса вероятно на църковни лица, свързани с функционирането на църквата в последните векове на османското владичество.
При ремонтно-строителни работи при олтара на старата църквата в 1888 година е открит забележителния Самуилов надпис от 993 година – мраморна плоча с възпоменателен надпис за родителите и брата на българския цар Самуил поставен тук от царя. Гробът, върху който е посатвена плочата не е открит.
В 1962 година църквата е обявена за паметник на културата.
- Фрески в купола и околното пространство
- Икона от църквата
- Икона от църквата
- Икона от църквата